# Mia Hammová
Mariel Margaret "Mia" Hammová (* 17. březen 1972, Selma, Alabama) je bývalá americká fotbalistka hrající na pozici útočníka.
Je jednou z nejslavnějších fotbalistek historie. Dvakrát zvítězila v anketě FIFA o nejlepší fotbalistku světa, vyhrála první dva ročníky v letech 2001 a 2002. Navíc v letech 2003 a 2004 byla v této anketě druhá. Pelé ji zařadil v roce 2003 do svého výběru 125 nejlepších žijících fotbalistů, jako jednu ze dvou žen (druhou byla její krajanka Michelle Akersová). S Americkou ženskou fotbalovou reprezentací získala dvě zlaté olympijské medaile, první na olympiádě v Atlantě roku 1996, druhou v Athénách 2004. Na olympiádě v Sydney vybojovaly Američanky stříbro. Má též čtyři medaile z mistrovství světa, dvě zlaté (1991, 1999) a dvě bronzové (1995, 2003). Za národní tým Spojených států odehrála 275 utkání, v nichž vstřelila 158 branek.